# 소상영 (야구인)
소상영(蘇相永, 1973년 10월 29일 ~ )은 전 KBO 리그 야구 선수의 내야수이다.

## 출신학교
- 경기상업고등학교